# Maharajas' Express

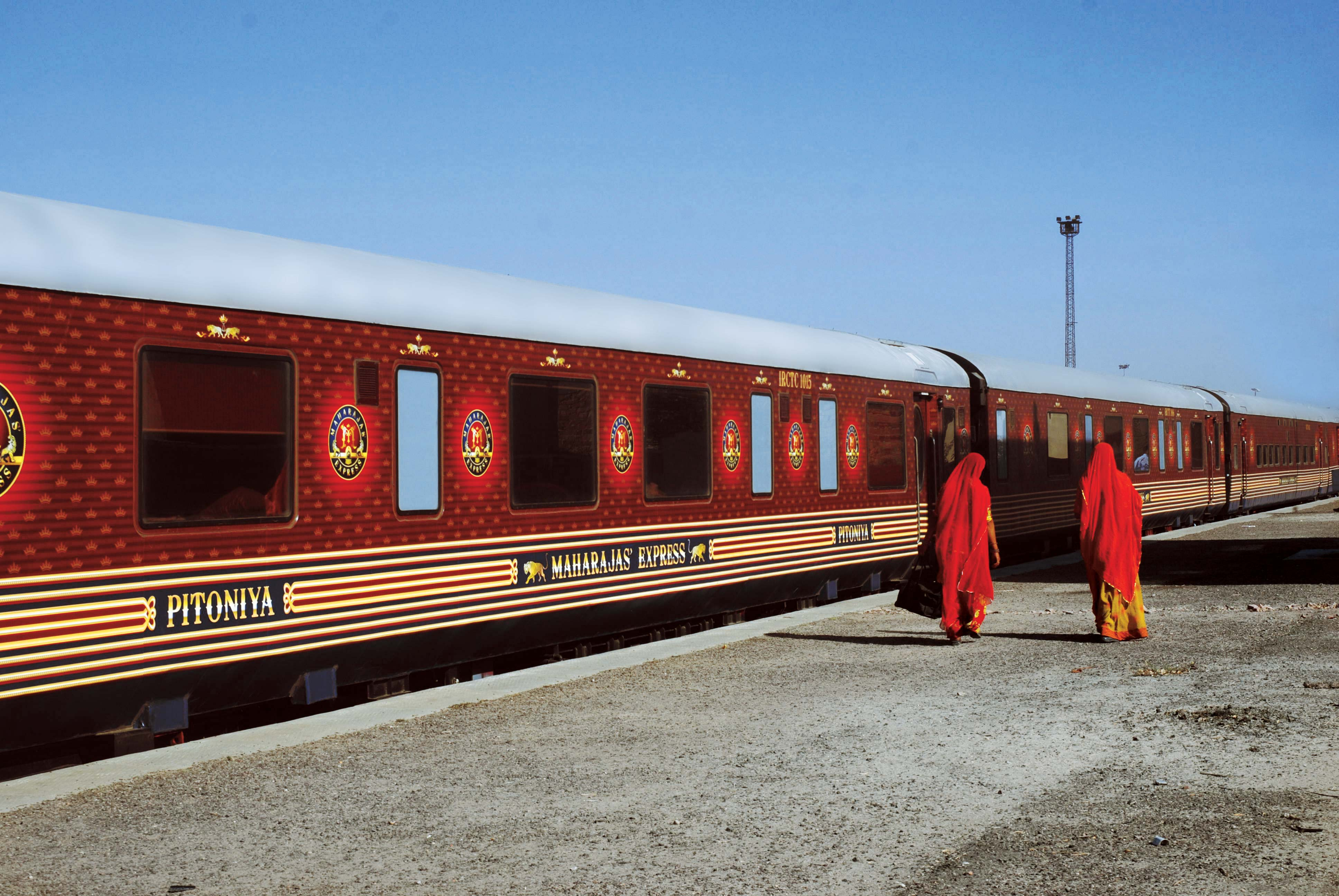
Le Maharajas' Express.

Le Maharajas’ Express est le train de luxe le plus cher en Inde. Il est inscrit sur la liste 2011 des 25 premiers trains du monde par The Society of International Railway Travelers, après leur inspection à l’automne 2010, et il a été depuis internationalement reconnu pour la qualité de son logement à bord et de sa restauration, de son service et des programmes d’excursions proposés en dehors du train.
C’est le seul train en Inde possédant une Suite Présidentielle de la surface d’une voiture entière, offrant à ses hôtes une expérience unique à travers les paysages indiens. Le Maharajas' Express a reçu le premier prix dans la catégorie des Opérateurs Spécialistes de Train au Grand Prix Conde Nast Travelers Reader Choice Travel en 2011.

## Histoire
Le Maharajas’ Express est un train de luxe appartenant à IRCTC. Il a été lancé en mars 2010. The Indian Railway Catering et Tourism Corporation Limited (IRCTC) et Cox and Kings India Ltd. ont alors signé un accord pour créer une société appelée Royale Indian Rail Tours Ltd. (RIRTL) afin de superviser le fonctionnement et assurer la direction du Maharajs’Express. Depuis le 12 août 2011, le train n’opère plus qu’exclusivement sous la direction de IRCTC.

## Installations à bord
Le train Maharajas' Express est équipé de toutes les installations modernes, offrant ainsi le meilleur confort à bord. La suspension pneumatique ajoute au confort pendant les trajets de jour comme de nuit. Sont, entre autres, disponibles à bord, télévision, Wi-Fi, voitures salle à manger, bar & salon et boutique de souvenirs. Service de majordome dans chaque voiture 24 h /24, docteur à bord. Le train est entièrement non-fumeur.

## Voitures
Le train comprend 23 voitures abritant chambres, salles à manger, bar, salon, cuisine, voitures du personnel et des directeurs, boutique de souvenirs, générateur, réserve, etc. Les chambres sont disponibles dans 14 voitures avec une capacité maximum de 88 passagers. Le logement à bord est classé en catégories Cabines Deluxe, Suites Junior, Suites et Suite Présidentielle. 
La décoration des voitures de ce train s’est inspirée des voitures utilisées dans le passé par les maharajas, les nizams et les souverains coloniaux, en offrant une démonstration de l’artisanat du style indien traditionnel. 
- 5 Voitures Cabines Deluxe
- 6 Voitures Suites Junior
- 2 Voitures Suites
- 1 Voiture Suite Présidentielle
- 1 Voiture bar et une voiture salon
- 2 Voitures restaurants
- 1 Voiture cuisine

## Chambres-cabines

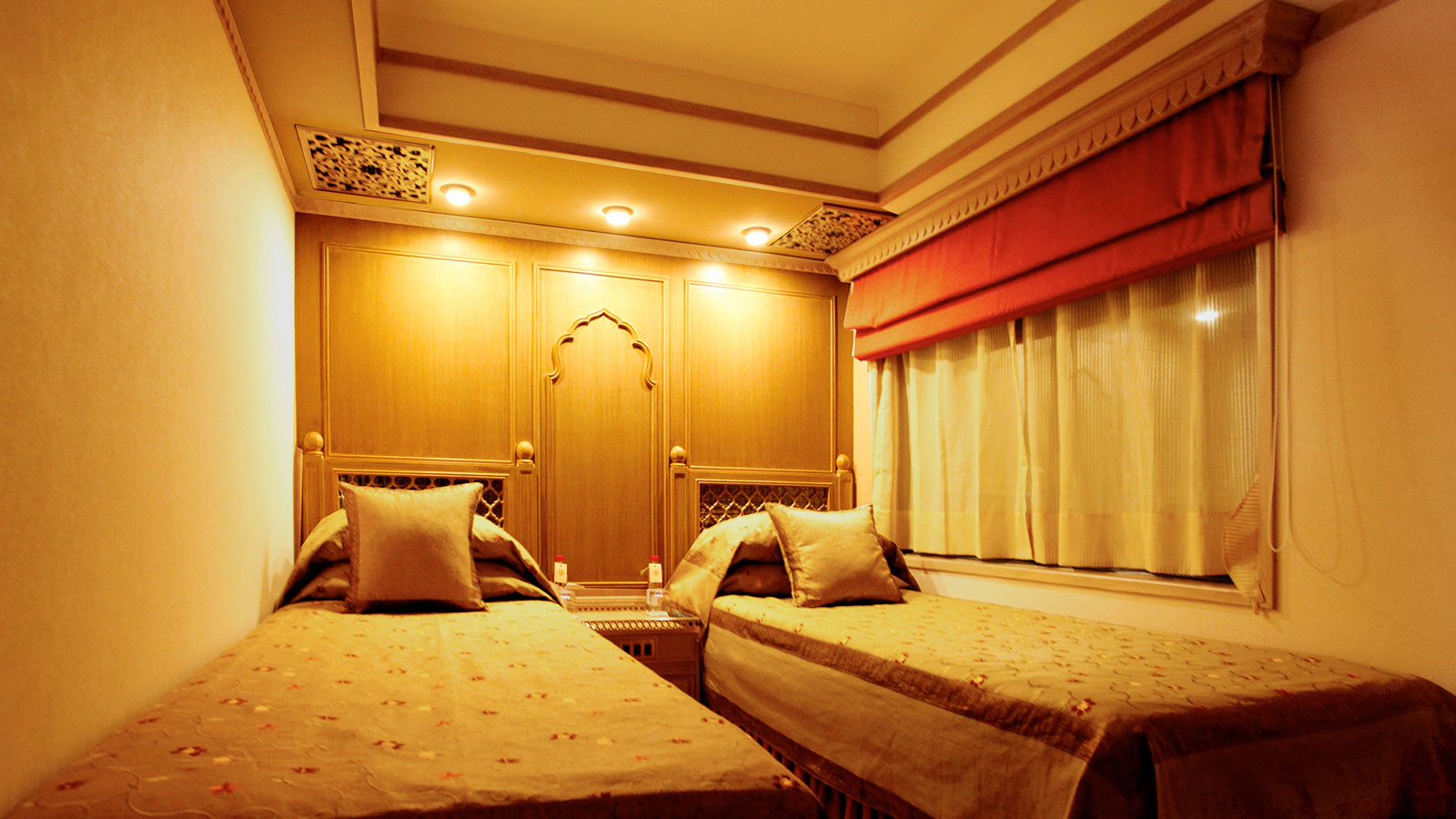
Une cabine.

14 voitures avec 43 cabines offrant le logement pour 88 passagers, y compris 20 Cabines Deluxe, 18 Suites Junior, 4 Suites et une Suite Présidentielle digne d’un 5 Etoiles. Chaque cabine est équipée d’un téléviseur LCD, lecteur DVD, internet, toilettes écologiques, salle de bains décorée de marbre, téléphone direct, contrôle de température individuel et coffre électronique.
Les 5 voitures en catégorie Cabines Deluxe abritent un total de 20 chambres (15 twin et 5 doubles) pour 40 passagers. Les 6 voitures en catégorie Suites Junior abritent 18 chambres (12 twin et 6 doubles) pour 36 passagers. Les 2 voitures Suites abritent 4 chambres avec salon. La Suite Présidentielle couvrant toute une voiture inclut un salon-salle à manger, une grande chambre avec salle de bains (douche et baignoire), une chambre twin avec salle de douche. La Suite Présidentielle du Maharajas’ Express est ainsi la seule du genre dans les trains du monde.

## Voitures salles à manger, bar et salon
Le train possède deux voitures salle à manger pouvant accueillir tous les passagers en même temps pour tous les repas à bord ; chacun ayant une capacité de 42 sièges.  Le train possède également une cuisine avec tous les équipements modernes pour préparer toute sorte de cuisine. Les restaurants s’appellent le Rang Mahal et le Mayur Mahal (le restaurant Paon) dont le décor est inspiré du paon. Les menus du restaurant présentent de la cuisine traditionnelle indienne, mais aussi continentale, chinoise et internationale.
Une voiture-bar, le Safari Bar, propose vins, liqueurs, spiritueux et bières, ainsi que des snacks et accompagnements ; et une voiture salon avec un bar privé, le Rajah Club.

## Itinéraires
Les différents circuits proposés parcourent le nord et l'ouest de l'Inde, de Delhi à Bombay en passant par Agra et le Rajasthan.